# Folk och rövare i Kamomilla stad
Folk och rövare i Kamomilla stad (norska: Folk og røvere i Kardemomme by) är en barnbok från 1955 av den norska barnboksförfattaren Thorbjørn Egner.

## Handling
Boken handlar om den avlägsna och fridfulla fiktiva staden Kamomilla (orig. Kardemomme by) och dess invånare. Någon biltrafik förekommer inte i staden, men däremot finns en spårvagnslinje. Spårvagnsresan är avgiftsfri, och alla passagerare bjuds på kakor under färden. De enda karaktärerna som skapar större trubbel är de tre rövarna Kasper, Jesper och Jonatan som bor utanför staden med sitt tama lejon, och brukar stjäla saker de behöver, även om de inte är speciellt elaka. I slutet blir rövarna arresterade av polismyndigheterna, men behandlas väl i fängelset av den vänlige poliskonstapeln Bastian och hans fru, och till slut blir de dagens hjältar då de släcker en brand i tornet i staden, där den gamle mannen Tobias bor. Efter detta blir de genast frisläppta och påbörjar sina nya, laglydiga, liv. Kasper blir brandsoldat, Jesper blir cirkusdirektör och Jonatan blir bagarens lärling.

## Musik och sång
Boken är musikalisk, och det finns många sånger i den. Alla utom Barberarvisan (Bjarne Amdahl/Egner) är till originaltext och musik skrivna av Egner själv, som även illustrerade boken. Bokens svenskspråkiga översättning gjordes av Håkan Norlén och Ulf Peder Olrog, och utkom även den 1955. Musiken, Kardemommeviser, utkom som EP 1955 och som LP 1975.

## Rollfigurer

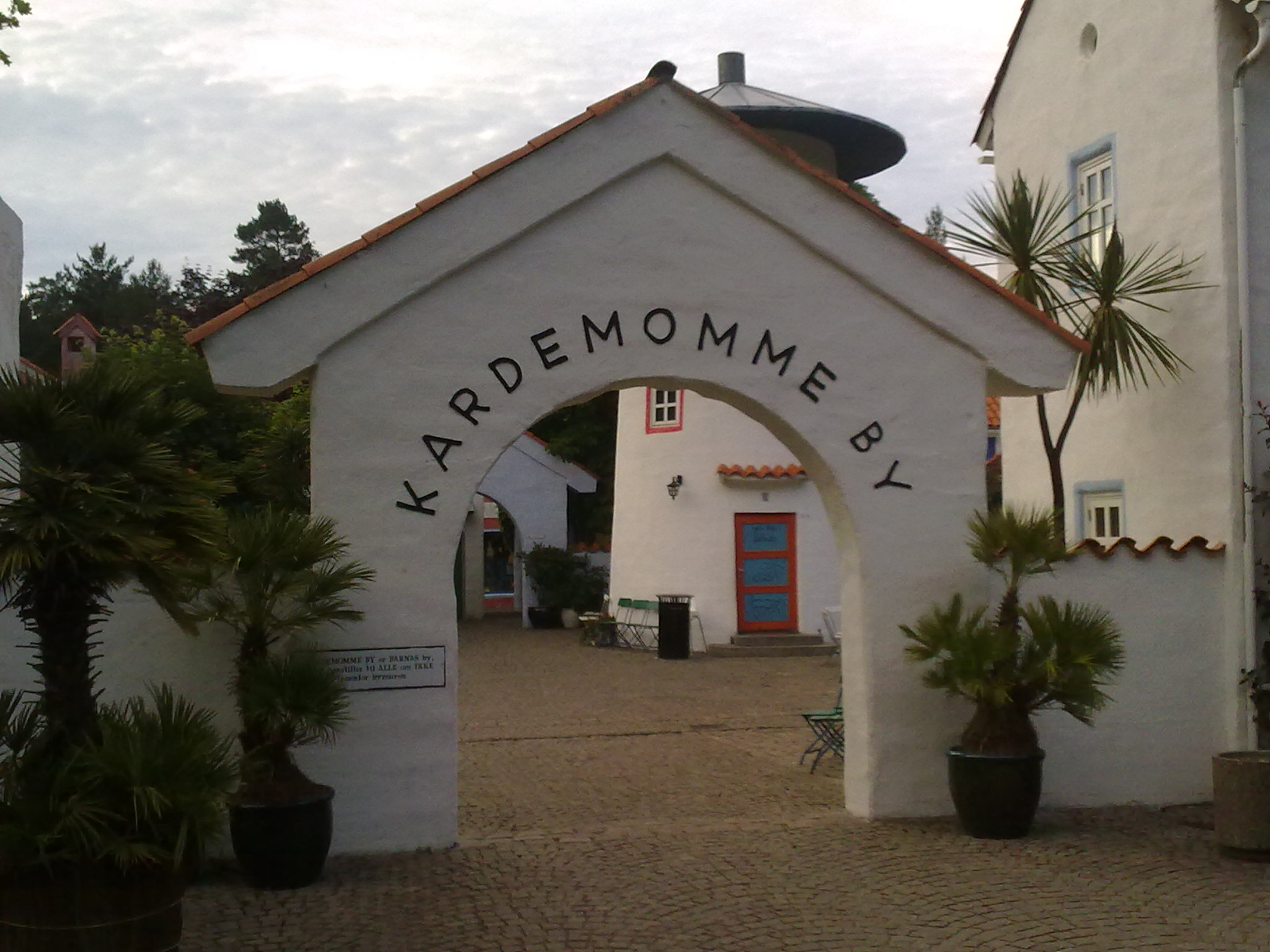
Kamomilla stad i Kristiansands djurpark

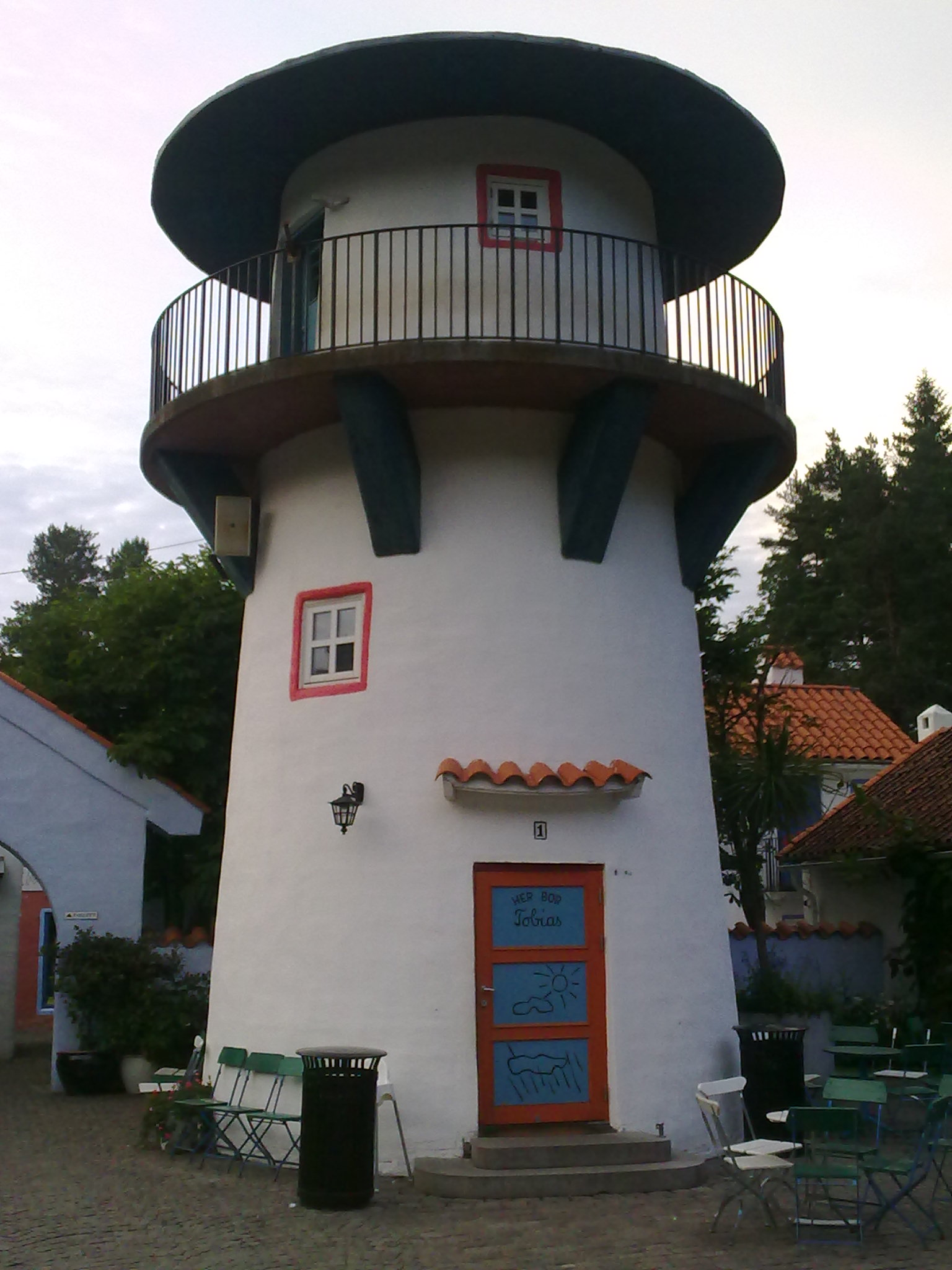
Tobias torn (Kristiansands djurpark)

Det finns flera välkända karaktärer:
- Rövarna, de före detta gatumusikanterna Kasper, Jesper och Jonatan som bor i ett hus utanför staden, med ett (vänligt) lejon för att skydda dem från att bli häktade.
- Överkonstapel Bastian (Politimester Bastian) är en polis som vill att alla ska vara glada.
- Tant Sofia (Tante Sofie) är en medelålders kvinna som betraktar sig själv som alla andras bättre jag, vilket hon uttrycker i "Tant Sofias arga visa". Hon är faster och fostermor till den lilla pianisten Colombine (orig. Kamomilla), som också har sin egen visa. Tommy och hans åsna Pontius brukar gå nedanför Tant Sofias balkong och hälsa på Colombine.
- Tobias är den gamle vise mannen som bor i ett torn och ger staden väderleksrapporter från tornets balkong.
- Spårvagnsförare Enoksson är en annan vänlig man, som såklart kör stadens spårvagn, och spelar i stadens orkester.
- Barberare Simonsson är, som namnet antyder, stadens barberare, och spelar dessutom klarinett i stadens orkester.
- Slaktaren och Bagaren är hederliga medborgare som till slut tröttnar på rövarnas rövande och bestämmer sig för att, tillsammans med Handlaren, sätta dit rövarna en gång för alla.

## Lagstiftning
Lagstiftningen i Kamomilla stad är kort, koncist och pedagogiskt utformat. Lagen är liberal, och går under namnet Kamomillalagen.
I sin helhet står lagen att finna i Överkonstapel Bastians visa och lyder som följer: 
Man ska inte plåga andra, man skall alltid bjuda till, men för övrigt kan man göra vad man vill.

## Visor
- Spårvagnen i Kamomilla och Kamomilla-sången (Egner)
- Överkonstapel Bastians visa (Egner)
- Vädervisa (Egner)
- Rövarnas visa (Egner)
- Colombine spelar (Egner)
- Tant Sofias arga visa (Egner)
- Hästdans (Egner)
- Den talande kamelen (Egner)
- Rövarfångarvisa (Egner)
- Rövarnas letarvisa (Egner)
- Rövarnas tvättvisa (Egner)
- Papegojan från Amerika (Egner)
- Hurrasång (Egner)
- Fru Bastians visa (Egner)
- Barberarvisa (Musik: Bjarne Amdahl; originaltext: Egner)

Svenska texter: Ulf Peder Olrog och Håkan Norlén.

## Temapark
Kamomilla stad blev en temapark i en del av Kristiansand dyrepark 1991. Thorbjørn Egner levde och såg temaparken under konstruktion, men dog innan den blev klar.

## Filmatisering
Boken blev 1988 en film av Bente Erichsen, Folk och rövare i Kamomilla stad.
2022 utkom en tecknad version av Rasmus A. Sivertsen, Folk og røvere i Kardemomme by.

### Fotnoter
1. ↑  ”Thorbjørn Egner” (på norska). Store norske leksikon. https://snl.no/Thorbj%C3%B8rn_Egner. Läst 28 september 2017.
2. ↑  ”Folk og røvere i Kardemommeby” (på norska). NFI. Arkiverad från originalet den 17 juli 2023. https://web.archive.org/web/20230717132134/https://www.nfi.no/tildelinger-2016-til-2020/produksjon/spillefilm/folk-og-rovere-i-kardemommeby. Läst 28 juli 2023.